# Dendrologia
La dendrologia (del grec δένδρον, "arbre" i λογία, "ciència") és la disciplina que estudia els arbres (o més exactament les plantes llenyoses, que inclou les lianes i altres vegetals). Pertany a la botànica i pot ajudar-se de disciplines auxiliars com la dendrocronologia, que usa els troncs per datar les plantes (per exemple comptant els anells d'una soca). El seu objectiu és descriure les espècies i mirar quin profit econòmic se'n pot treure o com es poden conservar millor.